# Daniel Francis Annan
Daniel Francis Kweipe Annan (* 7. November 1928 in Accra, Goldküste; † 16. Juli 2006 ebenda) war ein ghanaischer Jurist und Politiker. Er hatte neben der Position des Sprechers des ghanaischen Parlaments auch während der Militärführung unter Jerry Rawlings verschiedene Positionen inne.

## Kindheit und Ausbildung
Annan wurde in Accra in der damaligen britischen Kolonie Goldküste geboren und erhielt seine weiterführende Ausbildung an der Accra Academy zwischen 1939 und 1945. Annan wechselte an das Achimota College, um seine Hochschulreife zu erlangen und blieb an dieser Schule zwischen 1946 und 1948. Annan verließ für sein Studium der Rechtswissenschaften die Goldküste und schrieb sind in der juristen Fakultät der Universität Hull ein. Hier wurde ihm der Bachelor in Rechtswissenschaften (LL.B. (Hons)) im Jahr 1956 verliehen. Annan wurde in Middle Temple in die Rechtsanwaltskammer aufgenommen.

## Jurist
Direkt nach seinem Studium der Rechtswissenschaften und der Qualifikation als Rechtsanwalt in Großbritannien ging Annan zurück nach Ghana, das bereits im Jahr zuvor die Unabhängigkeit von Großbritannien erlangt hatte. Hier arbeitete er zwischen 1958 und 1964 für die Generalstaatsanwaltschaft (Attorney General's department) in Accra, Ghana. Annan wurde hier zunächst Assistent eines Staatsanwalts, später bekleidete er diesen Posten selbst.
Im Jahr 1964 wurde Annan zum Richter ernannt und begann seine Karriere als Richter am Circuit Court für die Zeit von zwei Jahren. Bereits 1966 wurde Annan Richter am High Court in Ghana, dem obersten Tatsachengericht des Landes. Im Jahre 1971 folgte die Ernennung zum Richter am damaligen höchsten Gericht dem Berufungsgerichts (Court of Appeal) (heute: Supreme Court), die er bis ins Jahr 1979 ausübte.

## Politiker
Daniel Annan wurde im Jahr 1984 Mitglied der damaligen ghanaischen Militärregierung, dem Provisional National Defence Council (PNDC) unter der Führung von Jerry John Rawlings. Annan wurde von Rawlings zum Stellvertreter ernannt und hatte während der Regierungszeit von Rawlings häufiger in dessen Abwesenheit die Verantwortung über die Staatsgeschäfte. Im Jahr 1984 wurde Annan zum Vorsitzenden der Nationalen Kommission zur Demokratisierung (National Commission for Democracy) ernannt, die eingerichtet worden war, um einen Demokratisierungsprozess im Lande zu starten, der die Militärregierung unter Rawlings ablösen sollte. In dieser Rolle hat Annan maßgeblich zur friedlichen Machtübernahme von Präsident John Agyekum Kufuor beigetragen und an der Verfassung Ghanas aus dem Jahr 1992 mitgearbeitet.
Nachdem Rawlings im Jahr 1992 aus der Militärdiktatur ins verfassungsmäßige Präsidentenamt gewählt worden war, wechselte Annan in die wichtige Position des Sprechers des ghanaischen Parlaments, die er bis zur Machtübernahme von Kufuor im Jahr 2000 innehatte. Als Sprecher des Parlamentes hatte er verfassungsgemäß die Regierungsleitung im Fall der Abwesenheit des Präsidenten sowie des Vizepräsidenten und bekleidete damit das dritthöchste Amt Ghanas.
Nach der Machtübernahme Kufuor's hatte Annan verschiedene Parteipositionen des National Democratic Congress (NDC) inne.

## Weitere Positionen
Annan war Vorsitzender des ghanaischen Verbandes zur Förderung des Boxsportes (Ghana Boxing Promotion Syndicate) zwischen 1973 und 1976 sowie Vorsitzender des ghanaischen Boxverbandes (Ghana Boxing Authority) zwischen 1980 und 1982. Annan war zudem Präsident des Ghanaischen Olympischen Komitees (Ghana National Olympic Committee) in den Jahren 1983 bis 1985.
Annan war zwischen 1974 und 1976 als Stool Lands Boundaries Settlement Commissioner betraut mit der Regelung der Grenzziehung zwischen den verschiedenen regionalen Häuptlingen und Königen (Chief's) und Mitglied des Legal Class Appointment Board ebenfalls von 1974 bis 1976. Ferner war Annan Vorsitzender des Komitees für Pressefreiheit und Beschwerden (Press Freedom and Complaints Committee) sowie Vorsitzender der Kommission der ghanaischen Presse im Jahr 1980. Annan war im Jahr 1984 Vorsitzender des ghanaischen Polizeirates (Ghana Police Council) und Vorsitzender der nationalen Wirtschaftskommission (National Economic Commission).
Nach dem Ende seiner politischen Karriere war er Berater des Königshauses der Ga in Accra.

## Ehrungen
- Star of Ghana[2]

## Familie und Tod
Daniel Annan starb am 16. Juli 2006 nach einer langen Krankheit. Er war verheiratet und hatte vier Kinder. Sein Staatsbegräbnis fand am 5. Oktober 2006 auf dem Osu Friedhof in Accra unter Teilnahme mehrerer Hundert führender Politiker und Juristen Ghanas statt.